# Matrimonio a prima vista Italia (nona edizione)
La nona edizione del reality show Matrimonio a prima vista Italia è andata in onda in prima serata su Real Time dal 26 ottobre al 14 dicembre 2022, per nove puntate.
Il programma è condotto con la presenza di tre esperti: Mario Abis (come sociologo) e Nada Loffredi (come sessuologa e psicoterapeuta) - per il nono anno consecutivo, e di Andrea Favaretto, (come life coach), per il terzo anno consecutivo.
L'edizione viene inoltre resa disponibile in anteprima, con cadenza di un episodio a settimana, sulla piattaforma digitale Discovery+ a partire dal 15 luglio 2022.

## I partecipanti
| Coppia | Coppia            | Età | Professione      | Città                      | Decisione Finale | Stato dopo alcuni mesi | Stato attuale |
| n°     | Sposi             | Età | Professione      | Città                      | Decisione Finale | Stato dopo alcuni mesi | Stato attuale |
| ------ | ----------------- | --- | ---------------- | -------------------------- | ---------------- | ---------------------- | ------------- |
| 1      | Michela Bono      | 34  | Ostetrica        | Roma                       | Sposati          | Divorziati             | Divorziati    |
| 1      | Alex Balbo        | 34  | Corriere         | Roma                       | Sposati          | Divorziati             | Divorziati    |
| 2      | Solange Salvo     | 33  | Infermiera       | Nova Milanese              | Sposati          | Sposati                | Divorziati    |
| 2      | Michele D'Addetta | 29  | Personal trainer | Torino                     | Sposati          | Sposati                | Divorziati    |
| 3      | Carolina Manfrin  | 30  | Barista          | Verona                     | Espulsi          | Divorziati             | Divorziati    |
| 3      | Lucas Vianini     | 35  | Curatore d'arte  | Castiglione delle Stiviere | Espulsi          | Divorziati             | Divorziati    |

## Ascolti
| Episodi | Nome episodio                        | Messa in onda    | Telespettatori | Share |
| ------- | ------------------------------------ | ---------------- | -------------- | ----- |
| 1       | La formazione delle coppie           | 26 ottobre 2022  | 364.000        | 1,80% |
| 2       | Il matrimonio                        | 26 ottobre 2022  | 426.000        | 2,80% |
| 3       | La luna di miele                     | 2 novembre 2022  | 354.000        | 1,80% |
| 4       | Dal viaggio di nozze alla convivenza | 9 novembre 2022  | 416.000        | 2,20% |
| 5       | La reunion                           | 16 novembre 2022 | 429.000        | 2,10% |
| 6       | Inizia la convivenza                 | 23 novembre 2022 | 385.000        | 1,90% |
| 7       | Vivere insieme                       | 30 novembre 2022 | 440.000        | 2,10% |
| 8       | La scelta finale                     | 7 dicembre 2022  | 372.000        | 2,00% |
| 9       | E poi...                             | 14 dicembre 2022 | 396.000        | 1,80% |
| Media   | Media                                | Media            | 398.000        | 2,06% |